# Інкерман (Південна Австралія)
Інкерман — населений пункт у Південній Австралії поруч із Порт-Вейкфілд-роуд між Порт-Вейкфілдом і Дубліном. Місто названо на честь Інкерманської сотні — кадастрової одиниці, в центрі якої розташоване місто. Сотня була названа в 1856 році проголошенням губернатора Річарда МакДоннела після Інкерманської битви під час Кримської війни.